# Ted Tops
Ted Tops (Engels: Ted Tonks) is een personage uit de Harry Potter-boekenreeks van de Britse schrijfster J.K. Rowling. Hij is de vader van Nymphadora Tops en getrouwd met Andromeda Zwarts, de verstoten zuster van Bellatrix van Detta en Narcissa Malfidus.
Tops was een tovenaar met Dreuzelouders. Zijn vrouw is een heks, en is door haar familie (die alleen maar "volbloed tovenaars" duldt) verstoten omdat ze met hem trouwde.
In het zevende deel uit de boekenserie vangt Tops samen met zijn vrouw Harry Potter op wanneer die samen met de halfreus Rubeus Hagrid vanuit zijn huis aan de Ligusterlaan vertrekt naar het Nest, het huis van de familie Wemel.
In de loop van het verhaal wordt Ted Tops vermoord, waarschijnlijk door Snatchers (Bloedhonden in de Nederlandse vertaling), heksen en tovenaars die in opdracht van Voldemort iedereen oppakken die contact heeft met Dreuzels, Bloedverraders (tovenaars die relaties aangaan met Dreuzels) of Modderbloedjes (heks of tovenaar met Dreuzelouders).

## Familie Tops
| Cygnus Zwarts | Cygnus Zwarts | Cygnus Zwarts | Cygnus Zwarts | Cygnus Zwarts    | Cygnus Zwarts    |                  |                  | Druella Roselier | Druella Roselier | Druella Roselier | Druella Roselier | Druella Roselier | Druella Roselier |          |          |             |             |             |             |             |             |
| Cygnus Zwarts | Cygnus Zwarts | Cygnus Zwarts | Cygnus Zwarts | Cygnus Zwarts    | Cygnus Zwarts    |                  |                  | Druella Roselier | Druella Roselier | Druella Roselier | Druella Roselier | Druella Roselier | Druella Roselier |          |          |             |             |             |             |             |             |
|               |               |               |               |                  |                  |                  |                  |                  |                  |                  |                  |                  |                  |          |          |             |             |             |             |             |             |
|               |               |               |               | Andromeda Zwarts | Andromeda Zwarts | Andromeda Zwarts | Andromeda Zwarts | Andromeda Zwarts | Andromeda Zwarts |                  |                  | Ted Tops         | Ted Tops         | Ted Tops | Ted Tops | Ted Tops    | Ted Tops    |             |             |             |             |
|               |               |               |               | Andromeda Zwarts | Andromeda Zwarts | Andromeda Zwarts | Andromeda Zwarts | Andromeda Zwarts | Andromeda Zwarts |                  |                  | Ted Tops         | Ted Tops         | Ted Tops | Ted Tops | Ted Tops    | Ted Tops    |             |             |             |             |
|               |               |               |               |                  |                  |                  |                  |                  |                  |                  |                  |                  |                  |          |          |             |             |             |             |             |             |
|               |               |               |               |                  |                  |                  |                  | Nymphadora Tops  | Nymphadora Tops  | Nymphadora Tops  | Nymphadora Tops  | Nymphadora Tops  | Nymphadora Tops  |          |          | Remus Lupos | Remus Lupos | Remus Lupos | Remus Lupos | Remus Lupos | Remus Lupos |
|               |               |               |               |                  |                  |                  |                  | Nymphadora Tops  | Nymphadora Tops  | Nymphadora Tops  | Nymphadora Tops  | Nymphadora Tops  | Nymphadora Tops  |          |          | Remus Lupos | Remus Lupos | Remus Lupos | Remus Lupos | Remus Lupos | Remus Lupos |
|               |               |               |               |                  |                  |                  |                  |                  |                  |                  |                  |                  |                  |          |          |             |             |             |             |             |             |
|               |               |               |               |                  |                  |                  |                  |                  |                  |                  |                  | Teddy Lupos      |                  |          |          |             |             |             |             |             |             |